# Peter Kierkegaard
Peter Christian Kierkegaard (Hillerød, 6 de julho de 1805 – Aalborg, 24 de fevereiro de 1888) foi um bispo luterano e teólogo dinamarquês. Foi irmão do filósofo e teólogo Søren Kierkegaard.

## Vida
Formou-se em 1822 na Universidade de Copenhaga. Fez seu doutorado em teologia em Göttingen, almejando uma cadeira na Universidade; chegou a lecionar, porém, não tomou posse devido à sua ligação com o teólogo reformista Nikolai Grundtvig.
Em 1836 casou-se com Elise Marie Boisen, que morreu no ano seguinte, e em 1841 casou-se com Henrietta Glahn (falecida em 1881), com quem teve um filho, Pascal Poul Egede Kierkegaard. Em 1842, Peter Kierkegaard foi vigário em algumas paróquias da Dinamarca. Teve uma passagem política, sendo eleito para o Senado dinamarquês em dezembro de 1849. Em 19 de novembro de 1856, foi nomeado bispo da diocese de Aalborg. Também foi ministro do culto na Dinamarca entre  1867 e 1868. Renunciou como bispo em 1875.

## Relação com Søren Kierkegaard
Sendo os únicos filhos de Michael Pedersen Kierkegaard a atingirem a idade adulta, Peter (o mais velho) e Søren interessavam-se pelos estudos de Teologia. Peter seguiu a carreira eclesiástica, enquanto seu irmão, cheio de dúvidas, preferiu seguir como escritor. A partir de 1845, Søren iniciou uma polêmica religiosa, que começou no jornal Corsaren e seguiu até a sua morte nos escritos contra a Igreja Luterana na Dinamarca. A crítica de Søren Kierkegaard à Igreja da Dinamarca girava em torno desta ser um cristianismo de Estado. Isso atingiu pessoalmente Peter, que era membro da hierarquia eclesiástica. Quando Søren estava às portas da morte, deixou claro para o hospital que seu irmão não poderia vê-lo. Quando Søren morreu, em 11 de novembro de 1855, seu irmão foi o único membro do clero luterano que esteve presente para os serviços fúnebres, feitos na Catedral de Nossa Senhora de Copenhaga em meio aos protestos de estudantes e outros intelectuais, entusiasmados com as ideias de Søren. Apesar das críticas de Søren à Igreja da Dinamarca, foi seu irmão Peter o responsável pela divulgação de seus escritos póstumos (como os Diários e o Ponto de vista explicativo de minha obra como escritor).